# Cloxacillin
Cloxacillin ist ein antibiotisch wirksamer Arzneistoff. Die Substanz aus der Gruppe der β-Lactam-Antibiotika gehört zu den Penicillinase-resistenten Penicillinen. Cloxacillin wird heute vor allem in der Veterinärmedizin eingesetzt, in Deutschland ist kein Präparat für den Menschen im Handel.
Als Anwendungsgebiete werden vor allem Infektionen mit Penicillin-resistenten Staphylokokken angegeben, etwa Haut- und Weichteilinfektionen (Impetigo, Zellulitis, Pyomyositis), Endokarditis, Septikämie, Pneumonie, Osteomyelitis u. a. Das Wirkspektrum entspricht dem anderer Isoxazolylpenicilline, zu denen Oxacillin, Dicloxacillin, Flucloxacillin und Methicillin zählen. Cloxacillin unterscheidet sich von Oxacillin durch ein zusätzliches Chloratom am Phenylring.
Cloxacillin ist in der Liste der unentbehrlichen Arzneimittel der Weltgesundheitsorganisation aufgeführt. Es kann intravenös oder oral verabreicht werden.

## Handelsnamen
- Cloxapen, Tegopen, Orbenin (USA)
- Tiermedizin: Aniclox, Cloxaben, Cloxamycin, Cloxin, Gelstamp, Klato clox, Mammin TS forte, Mastipent (Kombi), neoclox m.d. (Kombi), Orbenin, Penivet, Vetoscon, Vetriclox, Wedeclox